# Cash App
Cash App, ehemals bekannt als Square Cash, ist ein von Block, Inc. entwickelter mobiler Zahlungsdienst, der es Nutzern ermöglicht, sich gegenseitig Geld über eine mobile App zu überweisen. Am 18. Februar 2018 hatte der Dienst 7 Millionen aktive Nutzer. 2020 überschritt die Anzahl der Nutzer 30 Millionen.

## Geschichte
Square startete Square Cash am 15. Oktober 2013.
Im März 2015 führte Square Square Cash für Unternehmen ein, was die Möglichkeit für Einzelpersonen, Organisationen und Geschäftsinhaber beinhaltet, einen eindeutigen Benutzernamen zu verwenden, um Geld zu senden und zu empfangen, bekannt als $cashtag.
Im Januar 2018 wurde die Cash App erweitert, um den Handel mit Bitcoin zu ermöglichen.
Im November 2020 gab Square bekannt, dass es Credit Karma Tax, einen kostenlosen Do-it-yourself-Dienst für Steuererklärungen, für 50 Millionen US-Dollar erwirbt, um es zu einem Teil seiner Cash App zu machen.
Im Jahr 2020 bereitete Square die Expansion der Cash App nach Europa vor.

## Service
Der Dienst ermöglicht es Benutzern, über die Cash-App oder per E-Mail Geld anzufordern und auf ein anderes Cash-Konto zu überweisen. Die Benutzer können dann wählen, ob sie das Geld mit ihrer Debit-Visa-Karte, genannt Cash Card, an Geldautomaten abheben oder auf ein beliebiges lokales Bankkonto überweisen möchten.
Die Cash Card ist eine schwarze, individuell gestaltbare Karte. Benutzer werden gebeten, ihren Namen auf der mobilen App zu unterschreiben. Die Unterschrift wird dann auf die Karte gedruckt und an den Benutzer gesendet.
Square Cash führte auch seinen einzigartigen Benutzernamen ein, der als $cashtag bekannt ist. Es ermöglicht Benutzern, Geld von anderen Benutzern zu überweisen und anzufordern, indem sie diesen Benutzernamen eingeben.